# Мировец
Мировец е село в Североизточна България. То се намира в община Търговище, област Търговище.

## География
Село Мировец се намира на юг от пътя Шумен – Лозница, на девет километра след разклона от шосето Шумен – Разград. Уникално е с десетките щъркелови гнезда, окичили стълбове и дървета. На север от селото, на километър и половина се намира язовир Бели лом. На юг е оградено от гора, в посока село Макариополско, а на запад и изток – обширни, леко нагънати полета. Отдалечеността му по на тридесетина километра от промишлените предприятия на областните градове Шумен, Разград и Търговище обуславя чистотата на въздуха в селото. Почвата е чернозем, водите са бистри и студени, околностите са пълни с дивеч, билки, гъби, а водите – с риба и раци.

## Население
Численост на населението според преброяванията през годините:
| \| Година на преброяване \| Численост \| \| --------------------- \| --------- \| \| 1934 \| 687 \| \| 1946 \| 724 \| \| 1956 \| 473 \| \| 1965 \| 447 \| \| 1975 \| 307 \| \| 1985 \| 217 \| \| 1992 \| 174 \| \| 2001 \| 120 \| \| 2011 \| 91 \| \| 2021 \| 71 \| |           |
| Година на преброяване | Численост |
| 1934 | 687       |
| 1946 | 724       |
| 1956 | 473       |
| 1965 | 447       |
| 1975 | 307       |
| 1985 | 217       |
| 1992 | 174       |
| 2001 | 120       |
| 2011 | 91        |
| 2021 | 71        |

### Етнически състав
Според преброяването на населението през 1880 г. в селото има 399 жители, от които 397 турци (99,49%) и 2 българи (0,50%).
Преброяване на населението през 2011 г.
Численост и дял на етническите групи според преброяването на населението през 2011 г.:
|                     | Численост | Дял (в %) |
| Общо                | 91        | 100,00    |
| Българи             | 59        | 64,83     |
| Турци               | 28        | 30,76     |
| Цигани              | 4         | 4,39      |
| Други               | 0         | 0,00      |
| Не се самоопределят | 0         | 0,00      |
| Неотговорили        | 0         | 0,00      |